# Сборная Словении по бейсболу
Сборная Словении по бейсболу — сборная, представляющая Словению на международных соревнованиях по бейсболу. Основана в 1993 году. Ранее входила в Югославию.
Словения занимает 21 место в Европейском и 61 место в Мировом рейтингах. Высшее достижение — 10-е место Чемпионата Европы 1995 года.

## Результаты
Чемпионат Европы по бейсболу
| - 1995 : 10-е - 1997 : 12-е - 1999 : 12-е - 2001 : не квалиф. - 2003 : не квалиф. - 2005 : не квалиф. - 2007 : не квалиф. - 2010 : не квалиф. - 2012 : не квалиф. |